# Lista över insjöar i Sverige med namn som slutar med -tärnen

Spridning av sjöar med namn som slutar på -tärnen i Sverige

tärnen  ingår i namnet på följande insjöar i Sverige som har Wikipedia-artikel:
- Bastlandstärnen, sjö i Laxå kommun och Västergötland 58°45′18″N 14°33′23″Ö / 58.75499°N 14.55641°Ö
- Bjurtärnen, sjö i Laxå kommun och Västergötland 58°49′19″N 14°37′07″Ö / 58.82193°N 14.61857°Ö
- Dagstärnen, sjö i Laxå kommun och Västergötland 58°49′39″N 14°37′31″Ö / 58.82737°N 14.62531°Ö
- Davidstärnen, sjö i Laxå kommun och Västergötland 58°50′11″N 14°35′17″Ö / 58.83627°N 14.58795°Ö
- Kroktärnen, sjö i Laxå kommun och Västergötland 58°48′47″N 14°37′56″Ö / 58.81298°N 14.63221°Ö
- Kultatärnen, sjö i Laxå kommun och Västergötland 58°50′18″N 14°33′07″Ö / 58.83844°N 14.55185°Ö
- Kärremossatärnen, sjö i Laxå kommun och Västergötland 58°44′54″N 14°32′28″Ö / 58.74846°N 14.54110°Ö
- Lilla Davidstärnen, sjö i Laxå kommun och Västergötland 58°49′32″N 14°35′57″Ö / 58.82560°N 14.59906°Ö
- Långmossatärnen, sjö i Laxå kommun och Västergötland 58°46′27″N 14°35′10″Ö / 58.77413°N 14.58615°Ö
- Mellbotärnen, sjö i Karlsborgs kommun och Västergötland 58°39′28″N 14°35′45″Ö / 58.65768°N 14.59590°Ö
- Norra Vitalinstärnen, sjö i Laxå kommun och Västergötland 58°42′39″N 14°35′29″Ö / 58.71088°N 14.59147°Ö
- Stora Lommatärnen, sjö i Karlsborgs kommun och Västergötland 58°43′49″N 14°38′35″Ö / 58.73030°N 14.64293°Ö
- Svartmossetärnen, sjö i Laxå kommun och Västergötland 58°46′46″N 14°33′27″Ö / 58.77942°N 14.55761°Ö
- Södra Vitalinstärnen, sjö i Laxå kommun och Västergötland 58°42′32″N 14°35′35″Ö / 58.70892°N 14.59309°Ö
- Tivedstärnen, sjö i Laxå kommun och Västergötland 58°47′19″N 14°33′23″Ö / 58.78866°N 14.55641°Ö
- Tärnemossatärnen, sjö i Laxå kommun och Västergötland 58°44′48″N 14°33′10″Ö / 58.74678°N 14.55273°Ö
- Ämtatärnen, sjö i Laxå kommun och Västergötland 58°44′33″N 14°36′57″Ö / 58.74244°N 14.61576°Ö
- Egeltärnen, sjö i Finspångs kommun och Östergötland 58°48′43″N 15°32′17″Ö / 58.81203°N 15.53816°Ö
- Näsetärnen (Hällestads socken, Östergötland), sjö i Finspångs kommun och Östergötland 58°51′42″N 15°33′22″Ö / 58.86162°N 15.55615°Ö
- Näsetärnen (Risinge socken, Östergötland), sjö i Finspångs kommun och Östergötland 58°44′07″N 15°47′57″Ö / 58.73537°N 15.79930°Ö
- Abborrtärnen, sjö i Laxå kommun och Närke 58°52′45″N 14°34′36″Ö / 58.87917°N 14.57673°Ö
- Aspetärnen, sjö i Askersunds kommun och Närke 58°45′49″N 14°51′41″Ö / 58.76360°N 14.86147°Ö
- Bukatärnen, sjö i Askersunds kommun och Närke 58°48′09″N 14°39′37″Ö / 58.80246°N 14.66024°Ö
- Dammtärnen, sjö i Hallsbergs kommun och Närke 58°58′01″N 15°30′40″Ö / 58.96692°N 15.51124°Ö
- Ekemotärnen, sjö i Askersunds kommun och Närke 58°46′26″N 14°41′53″Ö / 58.77388°N 14.69818°Ö
- Entärnen, sjö i Hallsbergs kommun och Närke 58°58′37″N 15°10′25″Ö / 58.97684°N 15.17349°Ö
- Fåratärnen, sjö i Askersunds kommun och Närke 58°45′15″N 14°43′25″Ö / 58.75417°N 14.72351°Ö
- Fårtärnen, sjö i Askersunds kommun och Närke 58°43′52″N 14°44′58″Ö / 58.73122°N 14.74943°Ö
- Glottratärnen, sjö i Hallsbergs kommun och Närke 58°58′01″N 15°24′51″Ö / 58.96684°N 15.41407°Ö
- Grästärnen, sjö i Askersunds kommun och Närke 58°45′42″N 14°41′23″Ö / 58.76169°N 14.68975°Ö
- Grönåsatärnen, sjö i Örebro kommun och Närke 58°58′40″N 15°32′12″Ö / 58.97783°N 15.53670°Ö
- Gäddtärnen, sjö i Askersunds kommun och Närke 58°47′07″N 14°42′18″Ö / 58.78516°N 14.70508°Ö
- Hagalundstärnen, sjö i Hallsbergs kommun och Närke 58°54′25″N 15°20′08″Ö / 58.90697°N 15.33545°Ö
- Holmsjötärnen, sjö i Askersunds kommun och Närke 58°45′53″N 14°41′28″Ö / 58.76484°N 14.69104°Ö
- Hovtärnen, sjö i Laxå kommun och Närke 58°51′31″N 14°37′15″Ö / 58.85858°N 14.62078°Ö
- Hultatärnen, sjö i Askersunds kommun och Närke 58°50′38″N 14°41′58″Ö / 58.84383°N 14.69958°Ö
- Igeltärnen, sjö i Askersunds kommun och Närke 58°50′45″N 14°52′07″Ö / 58.84589°N 14.86859°Ö
- Ingelsgårdstärnen, sjö i Hallsbergs kommun och Närke 58°56′10″N 15°21′58″Ö / 58.93598°N 15.36614°Ö
- Kattärnen, sjö i Askersunds kommun och Närke 58°47′15″N 15°02′33″Ö / 58.78742°N 15.04258°Ö
- Kvaltärnen, sjö i Askersunds kommun och Närke 58°49′16″N 14°47′06″Ö / 58.82119°N 14.78495°Ö
- Kvigetärnen, sjö i Askersunds kommun och Närke 58°45′10″N 14°42′16″Ö / 58.75266°N 14.70438°Ö
- Kyrktärnen, sjö i Askersunds kommun och Närke 58°52′31″N 15°17′47″Ö / 58.87531°N 15.29635°Ö
- Lilla Nycklamosstärnen, sjö i Askersunds kommun och Närke 58°52′09″N 14°43′14″Ö / 58.86924°N 14.72061°Ö
- Lilltärnen, sjö i Askersunds kommun och Närke 58°45′26″N 14°42′30″Ö / 58.75727°N 14.70838°Ö
- Lycketärnen, sjö i Askersunds kommun och Närke 58°53′07″N 14°45′39″Ö / 58.88537°N 14.76086°Ö
- Långsjötärnen, sjö i Askersunds kommun och Närke 58°54′58″N 14°57′24″Ö / 58.91608°N 14.95677°Ö
- Mettärnen, sjö i Askersunds kommun och Närke 58°49′34″N 14°44′31″Ö / 58.82623°N 14.74187°Ö
- Norra Åsatärnen, sjö i Askersunds kommun och Närke 58°46′51″N 14°42′16″Ö / 58.78076°N 14.70453°Ö
- Orrmossatärnen, sjö i Askersunds kommun och Närke 58°47′30″N 14°41′15″Ö / 58.79166°N 14.68741°Ö
- Rudtärnen, sjö i Askersunds kommun och Närke 58°52′39″N 14°58′48″Ö / 58.87753°N 14.97991°Ö
- Sandsjötärnen, sjö i Askersunds kommun och Närke 58°44′29″N 14°45′38″Ö / 58.74136°N 14.76052°Ö
- Smaltärnen, sjö i Askersunds kommun och Närke 58°43′54″N 14°44′29″Ö / 58.73160°N 14.74148°Ö
- Smedtärnen, sjö i Askersunds kommun och Närke 58°48′54″N 14°44′14″Ö / 58.81506°N 14.73719°Ö
- Stocktärnen, sjö i Askersunds kommun och Närke 58°45′37″N 14°41′15″Ö / 58.76023°N 14.68738°Ö
- Sundsmossatärnen, sjö i Askersunds kommun och Närke 58°50′16″N 14°41′42″Ö / 58.83769°N 14.69493°Ö
- Södra Åsatärnen, sjö i Askersunds kommun och Närke 58°46′47″N 14°42′16″Ö / 58.77986°N 14.70439°Ö
- Totärnen (Askersunds socken, Närke, 652513-144064), sjö i Askersunds kommun och Närke 58°50′39″N 14°46′37″Ö / 58.84411°N 14.77700°Ö
- Totärnen (Askersunds socken, Närke, 652898-144076), sjö i Askersunds kommun och Närke 58°52′43″N 14°46′41″Ö / 58.87869°N 14.77806°Ö
- Trantärnen, sjö i Askersunds kommun och Närke 58°46′52″N 14°41′15″Ö / 58.78106°N 14.68758°Ö
- Ventärnen, sjö i Askersunds kommun och Närke 58°47′06″N 14°45′20″Ö / 58.78505°N 14.75558°Ö
- Västra Tvätärnen, sjö i Askersunds kommun och Närke 58°59′02″N 15°08′42″Ö / 58.98379°N 15.14502°Ö
- Yxtärnen, sjö i Askersunds kommun och Närke 58°47′10″N 14°43′50″Ö / 58.78601°N 14.73065°Ö
- Österbytärnen, sjö i Askersunds kommun och Närke 58°49′16″N 14°43′10″Ö / 58.82120°N 14.71935°Ö
- Östra Tvätärnen, sjö i Askersunds kommun och Närke 58°58′59″N 15°08′53″Ö / 58.98299°N 15.14816°Ö